# 克拉斯諾西爾卡 (拉多梅什利區)
50°36′36″N 29°16′48″E / 50.61000°N 29.28000°E
克拉斯諾西爾卡（烏克蘭語：Красносілка）是烏克蘭北部的村莊，隸屬日托米爾州的日托米爾區。該村面積0.12平方公里，海拔高度172米，2001年人口42，人口密度每平方公里338.71人。